# Mic dejun la Tiffany
Mic dejun la Tiffany (titlu orginal Breakfast at Tiffany's) este un roman scris în anul 1958 de scriitorul american Truman Capote.
Romanul este povestea unui scriitor care își amintește că a cunoscut-o în urmă cu cincisprezece ani, pe când locuia într-un vechi apartament din New York, pe Holly Golightly, o fată excentrică și misterioasă, care locuia în aceeași clădire. În scurt timp, scriitorul aspirant de atunci și fata aceasta ciudată, pe a cărei carte de vizită era scris „călătoare”, devin prieteni apropiați, iar opiniile și modul de viață neconvențional, precum și lucrurile neobișnuite pe care le afla despre trecutul și aventurile prin care a trecut vecina sa ajung să-l fascineze tot mai mult. Firul narativ simplu, liniar al microromanului îi permite lui Capote să-și rafineze stilul caracteristic minimalist, într-o formă vie și proaspătă, care i-a adus un succes masiv la critica și public.
Romanul a fost ecranizat în 1961: Micul dejun la Tiffany.

## Cuprins
În toamna anului 1943, naratorul anonim devine prieten cu Holly Golightly, care îl numește „Fred” fratele ei mai mare. Cei doi au apartamente închiriate în cartierul Upper East Side din Manhattan. Holly (vârsta 18-19) este o fată de la țară transformată într-o fată new-yorkeză de societate. Ea nu are loc de muncă și trăiește prin flirtarea cu oameni bogați, care o iau la cluburi și restaurante și îi dau bani și cadouri costisitoare. Ea speră să se căsătorească cu unul dintre ei. Potrivit lui Capote, Golightly nu este o prostituată, ci o „gheișă americană”.
Lui Holly îi place să șocheze oamenii cu sfaturi atent selectate din viața ei personală sau puncte sincere de vedere pe diverse teme. Pe parcursul anului, ea se dezvăluie naratorului, care se trezește fascinat de stilul ei de viață curios.

## Personaje
- „Fred”: naratorul.
- Holly Golightly: Protagonista.
- Joe Bell: Un barman, cunoștință a lui „Fred” și Holly.
- Mag Wildwood: Prietena lui Holly și colega ei ocazională de cameră, o vedetă și model.
- Rusty Trawler: Un om probabil bogat, de trei ori divorțat, bine cunoscut în cercurile societății.
- José Ybarra-Jaegar: Un diplomat brazilian, partenerul lui Mag Wildwood și, mai târziu, a lui Holly.
- Doc Golightly: Un medic veterinar din Texas, cu care Holly s-a căsătorit ca adolescentă.
- JO Berman: Un agent de la Hollywood, care a descoperit-o pe Holly și s-a îngrijit de ea să a jungă o actriță profesionistă.
- Salvatore „Sally” Tomato: Un afacerist condamnat, pe care Holly îl vizitează săptămânal în închisoarea Sing Sing.
- Madame Sapphia Spanella: O altă chiriașă în blocul în care stă și Holly.
- Dl. IY Yunioshi: Un fotograf, care locuiește într-un studio la ultimul etaj al blocului în care stă și Holly.

## Traduceri
Traducător Constantin Popescu
- 2003, Editura Vremea XXI, ISBN 973-645-062-7
- 2006, Editura Univers, ISBN 978-1-60257-005-4
- 2011, Editura Polirom, Biblioteca Polirom, ISBN 978-973-46-2253-5